# Andromma divinagraciae
Espèce
Andromma divinagraciae est une espèce d'araignées aranéomorphes de la famille des Liocranidae.

## Distribution
Cette espèce est endémique du Burundi. Elle se rencontre vers Rumonge.

## Description
Le mâle holotype mesure 4,45 mm et la femelle paratype 6,04 mm.

## Systématique et taxinomie
Cette espèce a été décrite par Bosselaers et Jocqué en 2022.

## Étymologie
Cette espèce est nommée en l'honneur d'Emily Divinagracia.

## Publication originale
- Bosselaers & Jocqué, 2022 : « Studies in the Liocranidae (Araneae): revision of Andromma Simon, 1893. » European Journal of Taxonomy, vol. 850, p. 1-78 (texte intégral).